# Medovo, Burgas
Medovo (în bulgară Медово) este un sat în comuna Pomorie, regiunea Burgas,  Bulgaria. 

## Demografie
Componența etnică a satului Medovo
     Bulgari (52,01%)
     Turci (8,79%)
     Romi (34,17%)
     Nicio identificare (5,02%)
La recensământul din 2011, populația satului Medovo era de 398 locuitori. Din punct de vedere etnic, majoritatea locuitorilor (52,01%) erau bulgari, existând și minorități de romi (34,17%) și turci (8,79%). Pentru 5,02% din locuitori nu este cunoscută apartenența etnică.